# کوکالینیو
کوکالینیو (به پرتغالی: Cocalinho) یک منطقهٔ مسکونی در برزیل است که در ماتو گروسو واقع شده‌است. کوکالینیو ۱۶٬۵۱۶٫۳۱۹ کیلومتر مربع مساحت و ۵٬۶۸۱ نفر جمعیت دارد و ۲۳۱ متر بالاتر از سطح دریا واقع شده‌است.